# 僜人
人（注音：ㄉㄥˉ ㄖㄣˊ，拼音：dēng rén）是一个生活在中国西藏自治区林芝市察隅地区（即藏南三隅之一）的民族，他们分布在喜马拉雅山脉以东、横断山脉西部、雅鲁藏布江的支流杜来河流域和察隅河流域等平均海拔1000米左右的林区（即岗日嘎布山脉西支和米什米山地）。总人数约5万。他们居住在西藏林芝市东南部察隅县境内的额曲、桑曲、察隅河、格多曲和杜来河流域。在中国实际控制区的察隅县内有超过1391人（2006年），其余的主体部分生活在印度占领的麦克马洪线以南的阿鲁纳恰尔邦。僜人在中国属于未识别民族之一，其身份证上的民族成分一栏标识为“其他”。

## 民族来历
由于僜人生活在偏远的地区，没有文字，其历史记忆全靠口耳相传，且人数稀少，因此关于其来历，目前尚无明确的结论。僜人属于黄色人种南亚类型，僜人语言都属于汉藏语系藏缅语族，且僜人的传统民居和传统服饰与云贵一带的一些少数民族相似，因此有学者根据这些特征提出僜人是古氐羌三千年前南迁的一支的假说。
1985年，中国中央政府曾委派中国社会科学院的民族学与人类学专家调查僜人状况，拟归为一個新的少数民族，但遭到藏族保守勢力的反对，此事不了了之。

## 支系和语言
僜人有三种语言，分别有各自的自称。讲达让话的僜人自称“达让”，讲格曼话的僜人自称“格曼”，讲杂话的僜人（即 藏化的格曼人）自称“杂”。 杂话人对外使用藏语交流，达让部落和格曼部落通用＂达让话＂交流。达让部落与珞巴族义都部落关系密切，格曼部落的族源来自缅甸北部。
僜人传统上有＂达让人＂和＂格曼人＂两支：
- 达让人自称“达让”/tɑ˧˩ɹuɑŋ˥/，说达让语，属于义都-达让语支；又分达崩纽、阿宗纽、德嘎（里面还分德嘎·林高、德嘎·嘎绕哈衮、德嘎·格拉）、阿鹏、玛牛、阿歪冷、玛尹、帕衮（里面又分帕衮·哈贡、帕衮·达冉巴、帕衮·格冷崩、帕衮·空贡）等。
- 格曼人自称“米教”（Miju）或“格曼”/kɯ˧˩mɑn˧˥/，说格曼语，属于格曼语支。分都西（内部又分都西·阿贡、都西·布林、都西·郭冬）、布雷、阿东、德美、克洞等。

另外，珞巴族的义都语和达让语接近。印度把义都、达让、格曼统一歸類为米什米部落。
汉语裡“僜”这一名称来自达让语里“美登”一词，意思是穷人。

## 生存状况
20世纪上半叶以前，中印边界地区是三不管地带，僜人处于无人统治的原始生活状态，其生产水平仍处于刀耕火种的阶段。由于人数单薄，只能生活在深山老林之中，被藏族视为“野人”，禁止其下山。
1960年代以后，中方控制区内的僜人受到中央政府的支持和鼓勵，走出山林，开始农业耕种。察隅河谷受印度洋暖气流影响，处于自然环境优越的亚热带湿润气候区，但由于没有务农传统，僜人至今仍以种植鸡爪谷、青稞等简单作物为主要生存手段，经济仍較落后。

## 生活习俗
僜人是一个男性拥有绝对权威的父权社会，在20世纪上半叶仍实行买卖的一夫多妻制。僜人相信万物皆有鬼灵，生育、疾病、丧葬等大事都要杀牲送鬼。他们的传统住宅是一种类似于傣族吊脚楼的低干栏式长屋，用竹子修建而成，下层养家畜，上层住人。上层每间有开向走廊的门，分为男主人房、妻子房和客房。廊壁上挂着的牛头骨和兽头骨分别是主人财富和狩猎能力的象征。男子的传统服饰是头缠黑色或白色的头帕，上身着无领无袖坎肩，腰缠布带，下身则只有前面一块遮羞布，身上挎挂砍刀、熊皮袋、弓箭等。女子佩银抹额、喇叭形银质耳鼓、银项链，上身着紧身胸衣，腰部袒露，下身着有长短两层的筒裙。男女均赤足。
由于察隅处于中印對立地帶的前哨，大批中方边防军的入驻，给藏南地區中方控制區內的僜人的传统生活和文化带来了很多變化。受文化大革命的影響以及90年代后经济与交流的迅速发展，僜人的习俗更是迅速現代化，大多數放弃了传统的狩獵生活方式，目前僜人的传统长屋多被現代化樓房替代。而由于学校只提供藏语和汉语教育，有的僜人儿童便較少使用僜语了。